# Marie Muller

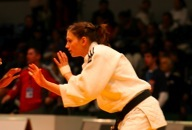
Muller bei den Olympischen Spielen 2008

Marie Muller (* 29. Juli 1985 in Filderstadt, Deutschland) ist eine luxemburgische Judoka.

## Biografie
Marie Mullers erster offizieller Wettbewerb war die U23-Europameisterschaft in Ljubljana 2004, wo sie den dritten Platz erreichte. Seitdem hat Muller an etwa 20 Turnieren einschließlich der Olympischen Spiele in Peking teilgenommen. Ihre beste Leistung neben der Teilnahme an den Olympischen Spielen war der erste Platz bei den Swedish Open 2007 und der erste Platz 2008 und 2010 beim A-World Cup in Birmingham. 2007, 2009, 2011, 2013 und 2015 siegte sie bei den Spielen der kleinen Staaten von Europa.
2008, 2010 und 2012 wurde sie zur luxemburgischen Sportlerin des Jahres gewählt.

## Ergebnisse
- 2006 - DHM Braunschweig - 1. Platz
- 2007 - Swedish Open - 1. Platz
- 2008 - World Cup in Moskau - 5. Platz
- 2008 - Olympische Spiele Peking - 9. Platz
- 2008 - A-World Cup in Birmingham – 1. Platz
- 2010 – Grand Slam in Rio de Janeiro – 2. Platz
- 2010 - A-World Cup in Birmingham – 1. Platz
- 2012 – Olympische Spiele London – 5. Platz

### Olympische Spiele 2008
10. August 2008: Marie Muller vs Soraya Haddad - Algerien (00001 - 0211)

10. August 2008: Marie Muller vs Hortance Diedhiou - Senegal (1001 - 0001)

10. August 2008: Marie Muller vs Kyungok Kim - Südkorea (0001 - 0010)

### Olympische Spiele 2012
29. Juli 2012 - Marie Muller vs Ana Carrascosa - Spanien (0201 - 000)

29. Juli 2012 - Marie Muller vs Maria Garcia - Dominikanische Republik (1011 - 0002)

29. Juli 2012 - Marie Muller vs Yanet Bermoy Acosta - Kuba (0002 - 0011)

29. Juli 2012 - Marie Muller vs Christianne Legentil - Mauritius (101 - 0002)

29. Juli 2012 - Marie Muller vs Rosalba Forciniti (Kampf um Bronze) - Italien (0001 - 000 Kampfrichterentscheid)